# Maarten Wynants
Maarten Wynants (Hasselt, 13 maggio 1982) è un ex ciclista su strada e mountain biker belga, professionista dal 2005 al 2021.

## Carriera
Nel 2004, quando era ancora dilettante, si laureò campione belga in linea Under-23. Diventò professionista nel 2005 con la squadra Chocolade Jacques, con cui partecipò per la prima volta, nel 2006, al Giro delle Fiandre.
Nel 2007 si trasferì tra le file della Quick Step, rimanendovi per tre anni. Nel 2009 partecipò alla Vuelta a España, arrivando 113º e l'anno successivo si classificò 117º nel Tour de France, in una tappa del quale gli venne attribuito il Premio della Combattività, per la sua tenacia. Nella corsa del 4 luglio, infatti, attaccando sin dal primo chilometro, continuò a correre avanti a tutti fino ad essere raggiunto, assieme ad Alexandr Pliuschin del Team Katusha, dal resto del gruppo, 10 km prima della fine della tappa.
Dal 2011 gareggia tra le file della Rabobank, rinominata in Blanco, Belkin, Lotto NL e Jumbo nelle stagioni successive. Con la maglia del team olandese Wynants ha preso nuovamente parte al Tour de France, piazzandosi 132º nel 2013, 117º nel 2014 e 138º nel 2016.
Non ha ottenuto finora alcuna vittoria da pro, pur potendo vantare numerosi piazzamenti, prevalentemente in corse in linea (tra questi quattro risultati Top 15 alla Parigi-Roubaix).
Dal 2014 a Houthalen-Helchteren si svolge la gara internazionale femminile Trofee Maarten Wynants, a lui intitolata.

## Palmarès

### Strada
- 2004 (Dilettanti)

Campionati belgi, Prova in linea Under-23

### MTB
- 2017

Geopark Hondsrug Classic, Cross country

## Piazzamenti

### Grandi Giri
- Giro d'Italia

2013: ritirato (16ª tappa)
- Tour de France

2010: 117º
2012: non partito (7ª tappa)
2013: 132º
2014: 117º
2016: 138º
- Vuelta a España

2009: 113º

### Classiche monumento
- Milano-Sanremo

2009: ritirato
2010: ritirato
2011: 103º
2012: ritirato
2013: ritirato
2018: 126º
- Giro delle Fiandre

2006: 96º
2008: 100º
2009: 73º
2010: 19º
2011: 20º
2012: 25º
2013: 43º
2014: 34º
2015: 72º
2016: 91º
2017: ritirato
2018: 54º
2019: 103º
2020: ritirato
2021: 92º
- Parigi-Roubaix

2008: ritirato
2009: 27º
2010: 15º
2011: ritirato
2012: 10º
2013: 13º
2014: 39º
2015: 52º
2016: 12º
2017: fuori tempo massimo
2018: 36º
2019: 40º
- Liegi-Bastogne-Liegi

2005: ritirato
2006: ritirato
2008: ritirato

### Competizioni mondiali
- Campionati del mondo su strada

Mendrisio 2009 - In linea Elite: 88º